# Pannelli integrativi nella segnaletica verticale italiana
I pannelli integrativi sono particolari segnali stradali verticali che completano, quando previsto dalle norme del codice della strada, le prescrizioni degli altri segnali verticali.
I segnali verticali possono essere integrati da pannelli integrativi:
- per definire la validità nello spazio del segnale;
- per precisare il significato del segnale;
- per limitare l'efficacia dei segnali a talune categorie di utenti o per determinati periodi di tempo

Il codice della strada prevede 8 categorie di pannelli integrativi.

## Distanze
Nel codice stradale italiano del 1959, i cartelli stradali indicanti le distanze di pericoli o altri tipi di segnalazioni avevano come una differenza da i pannelli integrativi di oggi l'assenza di pellicola catarifrangente. Alcuni di essi venivano posti sotto il cartello stradale di parcheggio del codice stradale del 1959, sulle strade statali, in assenza di cartelli stradali di piazzuola di sosta.

modello II.1, per le distanze: 

## Estese

modello II.2, per le estese:

## Tempo di validità
modello II.3, per indicare periodi di tempo (validità):

Validità permanente
Fascia oraria valida in ogni giorno
Fascia oraria valida limitatamente ai giorni  lavorativi
Fascia oraria valida limitatamente ai giorni festivi

## Limitazioni o eccezioni
modello II.4, per indicare eccezioni o limitazioni (ad esempio per limitare il segnale di divieto di accesso ai soli ciclomotori):

Limitazione
Eccezione

## Inizio, continuazione, fine
Nel codice stradale italiano del 1959 i pannelli integrativi di inizio, continuazione o fine, non erano dotati di frecce ad eccezione di alcuni segnali non documentati nei vecchi libri di teoria, ma erano orizzontali non dotati di pellicola catarifrangente, ma con le scritte a caratteri grandi: "INIZIO", "CONTINUAZIONE", "FINE" principalmente esposti sotto il cartello stradale divieto di sosta, ad eccezione del pannello integrativo "CONTINUA" posta sotto i vecchi cartelli di limitazioni di velocità e il pannello integrativo "FINE" posto sotto il cartello stradale di divieto di segnalazioni acustiche.
modello II.5, per indicare l'inizio, la continuazione o la fine:

Inizio (verticale)
Inizio (orizzontale)
Continuazione (verticale)
Continuazione (orizzontale)
Fine (verticale)
Fine (orizzontale)

## Indicazioni
modello II.6, per esplicitazioni o indicazioni: 

Segni orizzontali in rifacimento
Incidente
Attraversamento di binari
Sgombraneve in azione
Zona soggetta ad allagamento
Coda
Mezzi di lavoro in azione
Strada sdrucciolevole per pioggia
Strada sdrucciolevole per ghiaccio
Autocarri in rallentamento
Zona rimozione
Segnale di corsia
Tornante
Numero del tornante
Pulizia meccanica della strada
Pulizia meccanica della strada (con periodicità)

## Andamento della strada principale
modello II.7, per indicare l'andamento della strada principale. Vanno usati in abbinamento ai segnali di precedenza.

## Limitazioni
modello II.8, per indicare obblighi o divieti solo per determinate categorie. Questi segnali sono segnali compositi e vanno usati dove motivi di visibilità lo rendano opportuno.